# Octobriana
Octobriana est une super-héroïne russe apparue dans le livre Octobriana and the Russian Underground de Petr Sadecký (cs), publié au Royaume-Uni en 1971. Affublée d'une étoile rouge au milieu du front, elle incarne les ideaux du communisme et de la révolution d'Octobre, d'où lui vient son nom.
Dans son livre, Sadecky prétend qu'Octobriana est une création d'un collectif d'artistes russes dissidents, « Progressive Political Pornography » (PPP), qui aurait publié plusieurs de ses aventures en samizdat dans les années 1960. En réalité, cette héroïne sort tout droit de l'imagination de Sadecky. Elle est basée sur un autre personnage de bande dessinée, Amazona, créée par deux dessinateurs tchèques, Bohumil Konečný (cs) et Zdeněk Burian. Sadecký s'est contenté de reprendre leurs planches et de changer les dialogues pour apporter un caractère politique à des histoires qui en étaient dépourvues à l'origine.
En accord avec sa prétendue origine, Octobriana n'est pas copyrightée, ce qui explique qu'elle ait été reprise par de nombreux auteurs.